# Museum Kranenburgh
Museum Kranenburgh is een museum in Bergen (Noord-Holland) gevestigd in Huis Kranenburgh. Het Huis Kranenburgh, dat sinds 1952 eigendom is van de gemeente Bergen, is sinds 1993 een museum, gevestigd aan de Hoflaan, iets buiten het centrum van het Noord-Hollandse dorp Bergen. Het museum heeft een vaste collectie van kunstwerken van schilders van de Bergense School en van kunstenaars verbonden met de groep Cobra. In 2013 werd het complex uitgebreid met een aantal zalen en een groot auditorium, omringd door een beeldentuin. Onder de titel "Culturele Buitenplaats" biedt het sindsdien ook onderdak aan het in 1947 opgerichte KunstenaarsCentrumBergen (KCB), dat behalve beeldende kunstenaars ook componisten, theatermakers en schrijvers omvat. Exposities van het KCB vinden meestal plaats in de oorspronkelijke villa en in de tuin, soms in combinatie met evenementen van nationale en internationale betekenis, die in principe gelokaliseerd worden in de nieuwbouw van het museum.

## Voorgeschiedenis
Huis Kranenburgh heeft een geschiedenis die teruggaat tot 1851 toen een lid van de familie Van Reenen, Jan Jacobus Henricus van Reenen (1821-1883), broer van de toenmalige Amsterdamse burgemeester en latere minister van Binnenlandse Zaken Gerlach Cornelis Joannes van Reenen, de Heerlijkheid Bergen kocht. Jan Jacob van Reenen vestigde zich daarop als Heer van Bergen op het Oude Hof, een 17de-eeuwse buitenplaats. Zijn oudste zoon Jacob van Reenen liet in 1882 een neoclassicistische villa bouwen op een deel van de grond van zijn vader. Dit huis kreeg de naam Craen Berch, de oude naam van een nabijgelegen huis dat van een van de droogleggers van de Bergermeer was geweest. Nadat Jacob van Reenen in 1885 burgemeester van Bergen was geworden, werd het huis Kranenburgh de burgemeesterswoning. In 1952 kocht de gemeente Bergen diverse eigendommen aan van de erven Van Reenen, waaronder het Huis Kranenburgh met alle bijgebouwen, erf, tuin en grond. Het Huis bood sindsdien aan vele culturele instellingen onderdak: de muziekschool, zieken- en bejaardenomroep Bergoa, het K.C.B. (KunstenaarsCentrum Bergen), de Culturele Raad Noord-Holland en (tijdelijk) het historische Museum Het Sterkenhuis. Verder hadden Lucebert en Benno Constant er enige tijd hun atelier. Van 1968 tot 1992 werd Kranenburgh voornamelijk bewoond en onderhouden door kunstenares Ans Wortel. Zij verkreeg op uitnodiging van burgemeester Lo de Ruiter en met instemming van de gemeenteraad tegen een symbolische huur het vruchtgebruik van Kranenburgh. Als tegenprestatie behoedde zij het huis voor verval en achterstallig onderhoud.

## Collectie

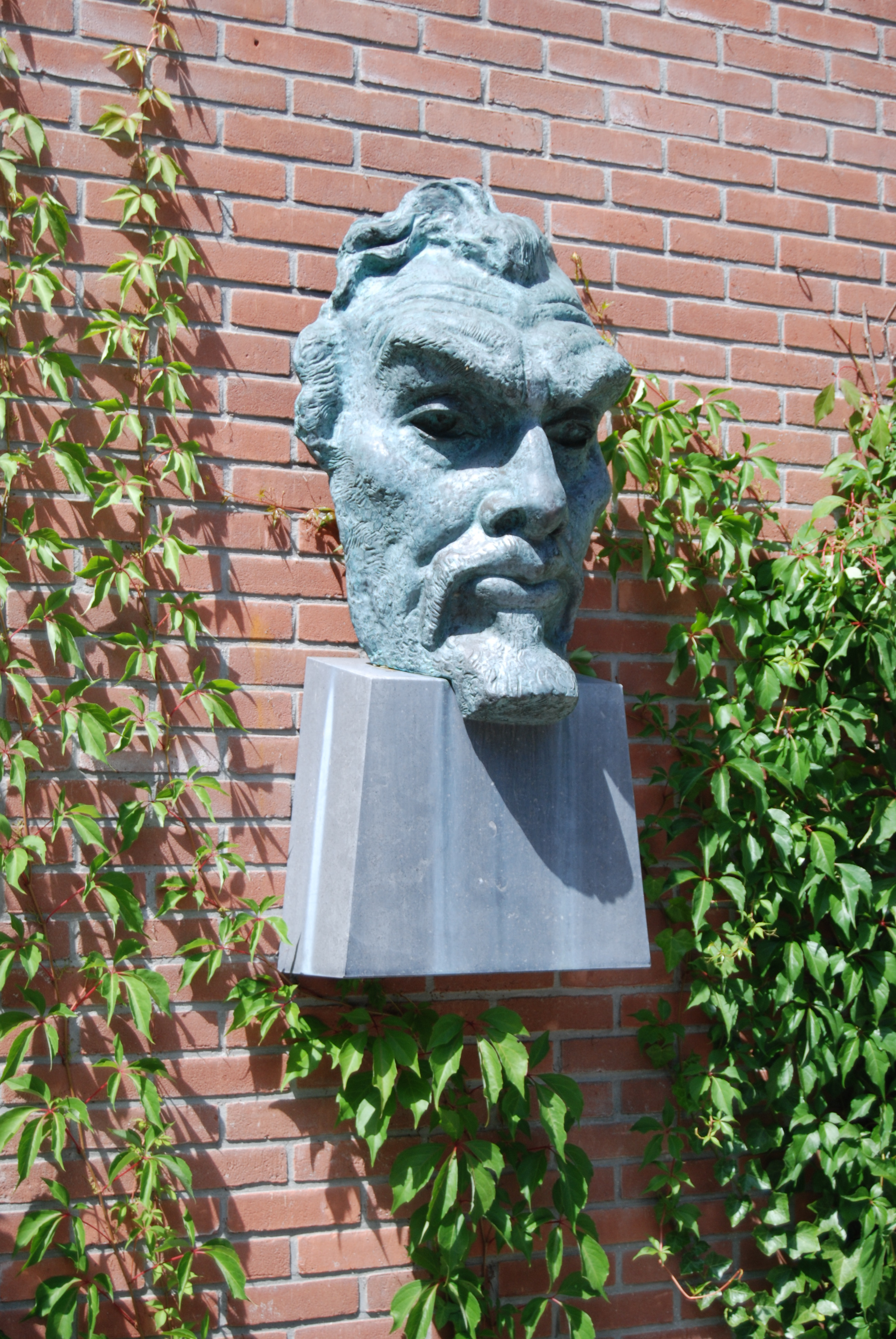
Bronzen kop Jan Toorop door John Rädecker aan gevel Museum Kranenburgh. Voorstudie voor Rädeckers Toorop-monument (1937) in Den Haag

Bergen was al in het begin van de 20ste eeuw uitgegroeid tot kunstenaarskolonie. Veel kunstenaars die worden gerekend tot de Bergense School hebben er gewoond en gewerkt. Kunstenaars als Edgar Fernhout, Germ de Jong, Harry Kuyten, John Rädecker en Charley Toorop behoren tot de groep, die, net als verzamelaar en mecenas Piet Boendermaker, van invloed is geweest op het culturele klimaat in Bergen. Via Bergenaar Gerrit Kouwenaar en Lucebert heeft Bergen ook wortels in de kunstenaarsgroep Cobra.
Op initiatief van drie Bergense kunstenaars: Karel Colnot, David Kouwenaar en Kees den Tex werd 'villa Kranenburgh' een museum, dat op 29 april 1993 officieel werd geopend. De vaste collectie van het museum bevat veel werk van de schilders van de Bergense School, zoals Else Berg, Gerrit van Blaaderen, Arnout Colnot, Henri Le Fauconnier, Dirk Filarski, Leo Gestel, Toon Kelder, Kasper Niehaus, Mommie Schwarz, Charley Toorop, Matthieu Wiegman en Piet Wiegman. De collectie grafiek van het museum bevat verder onder meer werken van Lucebert en Bernard Essers. Bij het museum hoort een beeldentuin met werk van onder meer Jan Toorop, Jan Willem Rädecker, Lucebert en Herbert Nouwens.

## Ontkleed
Op 23 januari 2019 kwam het museum in de belangstelling door extra openingstijden voor naturisten die ongekleed de tentoonstelling BLOOT. Het kwetsbare lichaam konden bezichtigen.

## Directeuren
| van  | tot  |                                                                |
| ---- | ---- | -------------------------------------------------------------- |
| 1993 | 1997 | Nicolien Koek                                                  |
| 1997 | 2001 | Harold D.E. Bos                                                |
| 2001 | 2006 | Margriet Lestraden                                             |
| 2006 | 2007 | Olga Kruisbrink (a.i.)                                         |
| 2007 | 2012 | Patricia Bracke-Logeman                                        |
| 2012 | 2013 | Jaap Bruintjes                                                 |
| 2013 | 2015 | Kees Wieringa                                                  |
| 2015 | 2016 | Jos de Moel (a.i.)                                             |
| 2016 | 2022 | Mariëtte Dölle                                                 |
| 2022 | 2023 | Colin Huizing (artistiek), Adriana González Hulshof (zakelijk) |
| 2023 |      | Adriana González Hulshof (algemeen)                            |